# Élections cantonales de 1976 dans la Somme
Les élections cantonales ont eu lieu le 7 et le 14 mars 1976.

## Contexte départemental

### Assemblée départementale sortante
Avant les élections, le conseil général de la Somme est présidé par Max Lejeune (MDSF), à la tête du département depuis 1945. Il comprend 44 conseillers généraux issus des 44 cantons de la Somme. 22 d'entre eux sont renouvelables lors de ces élections
| Parti                                              | Sigle | Sigle | Élus | Groupe                  |
| -------------------------------------------------- | ----- | ----- | ---- | ----------------------- |
| Majorité (31 sièges)                               |       |       |      |                         |
| Mouvement démocrate-socialiste de France           |       | MDSF  | 10   | Majorité départementale |
| Centre démocrate                                   |       | CD    | 7    | Majorité départementale |
| Parti radical                                      |       | Rad.  | 4    | Majorité départementale |
| Union des démocrates pour la République            |       | UDR   | 4    | Majorité départementale |
| Divers droite                                      |       | DVD   | 3    | Majorité départementale |
| Fédération nationale des républicains indépendants |       | RI    | 2    | Majorité départementale |
| Centre démocratie et progrès                       |       | CDP   | 1    | Majorité départementale |
| Opposition (13 sièges)                             |       |       |      |                         |
| Parti communiste français                          |       | PCF   | 9    | Communiste              |
| Parti socialiste                                   |       | PS    | 4    | Socialiste              |
| Président du conseil général                       |       |       |      |                         |
| Max Lejeune (MDSF)                                 |       |       |      |                         |

## Conseil général élu
| Canton                 | Conseiller sortant   | Parti | Parti | Conseiller élu       | Parti | Parti |
| ---------------------- | -------------------- | ----- | ----- | -------------------- | ----- | ----- |
| Abbeville-Sud          | Max Lejeune          |       | MDSF  | Max Lejeune          |       | MDSF  |
| Ailly-sur-Noye         | Pierre Classen       |       | MDSF  | Pierre Classen       |       | MDSF  |
| Amiens-Ouest           | Maxime Gremetz       |       | PCF   | Maxime Gremetz       |       | PCF   |
| Amiens-Nord-Ouest      | Eliane Cosserat      |       | PCF   | Eliane Cosserat      |       | PCF   |
| Amiens-Nord-Est        | René Carouge         |       | PCF   | René Carouge         |       | PCF   |
| Bernaville             | Maurice Crépin       |       | MDSF  | Jacques Becq         |       | PS    |
| Boves                  | Pierre Desse         |       | CD    | Pierre Desse         |       | CD    |
| Bray-sur-Somme         | Fernand Adriaenssens |       | MDSF  | Fernand Adriaenssens |       | MDSF  |
| Chaulnes               | Serge Bayard         |       | MDSF  | Serge Bayard         |       | MDSF  |
| Crécy-en-Ponthieu      | André Delannoy       |       | UDR   | André Delannoy       |       | UDR   |
| Domart-en-Ponthieu     | René Lamps *         |       | PCF   | Gilbert Temmermann   |       | PS    |
| Hallencourt            | André Deschamps      |       | Rad.  | Claude Jacob         |       | PCF   |
| Ham                    | Jean Goubet          |       | PCF   | Jean Goubet          |       | PCF   |
| Hornoy-le-Bourg        | Charles Dufour       |       | DVD   | Charles Dufour       |       | DVD   |
| Moreuil                | Marius Gardès        |       | PS    | Marius Gardès        |       | PS    |
| Nouvion                | Ernest Lécuyer       |       | MDSF  | Ernest Lécuyer       |       | MDSF  |
| Oisemont               | Charles Bignon       |       | UDR   | Charles Bignon       |       | UDR   |
| Péronne                | Jean Daudré          |       | Rad.  | Édouard Guilbeau     |       | PCF   |
| Picquigny              | René Régnier         |       | PCF   | René Régnier         |       | PCF   |
| Poix-de-Picardie       | Pierre Daniel        |       | CD    | Pierre Daniel        |       | CD    |
| Rosières-en-Santerre   | Jean Millet          |       | PS    | Jean Millet          |       | PS    |
| Saint-Valery-sur-Somme | Gilbert Gauthé       |       | PS    | Gilbert Gauthé       |       | PS    |

*Conseillers généraux sortants ne se représentant pas

### Élus
| Partis       | Partis                                   | Conseillers sortants | Conseillers élus | Évolution     |
| ------------ | ---------------------------------------- | -------------------- | ---------------- | ------------- |
|              | Parti communiste français                | 6                    | 7                | 1             |
|              | Parti socialiste                         | 3                    | 5                | 2             |
| Total Gauche | Total Gauche                             | 9                    | 12               | 3             |
|              | Mouvement démocrate-socialiste de France | 6                    | 5                | 1             |
|              | Centre démocrate                         | 2                    | 2                | en stagnation |
|              | Union des démocrates pour la République  | 2                    | 2                | en stagnation |
|              | Divers droite                            | 1                    | 1                | en stagnation |
|              | Parti radical                            | 2                    | /                | 2             |
| Total Droite | Total Droite                             | 13                   | 10               | 3             |

### Groupes politiques
| Parti                                              | Sigle | Sigle | Élus | Groupe                  |
| -------------------------------------------------- | ----- | ----- | ---- | ----------------------- |
| Majorité (28 sièges)                               |       |       |      |                         |
| Mouvement démocrate-socialiste de France           |       | MDSF  | 9    | Majorité départementale |
| Centre démocrate                                   |       | CD    | 7    | Majorité départementale |
| Union des démocrates pour la République            |       | UDR   | 4    | Majorité départementale |
| Divers droite                                      |       | DVD   | 3    | Majorité départementale |
| Parti radical                                      |       | Rad.  | 2    | Majorité départementale |
| Fédération nationale des républicains indépendants |       | RI    | 2    | Majorité départementale |
| Centre démocratie et progrès                       |       | CDP   | 1    | Majorité départementale |
| Opposition (16 sièges)                             |       |       |      |                         |
| Parti communiste français                          |       | PCF   | 10   | Communiste              |
| Parti socialiste                                   |       | PS    | 6    | Socialiste              |
| Président du conseil général                       |       |       |      |                         |
| Max Lejeune (MDSF)                                 |       |       |      |                         |